# Championnat d'Afrique masculin de basket-ball 1972
Navigation
Égypte 1970 Centrafrique 1974
Le championnat d'Afrique de basket-ball 1972 est la sixième édition du championnat d'Afrique des nations. Elle s'est déroulée du 25 décembre 1971 au 2 janvier 1972 à Dakar au Sénégal. Le Sénégal remporte son deuxième titre et se qualifie en compagnie de l'Égypte pour les Jeux olympiques de Munich.

## Classement final
| Position | Équipe        | Bilan |
| -------- | ------------- | ----- |
| 1        | Sénégal       | 7v-0d |
| 2        | Égypte        | 6v-1d |
| 3        | Mali          | 5v-2d |
| 4        | Centrafrique  | 4v-3d |
| 5        | Tunisie       | 4v-2d |
| 6        | Soudan        | 3v-3d |
| 7        | Maroc         | 3v-3d |
| 8        | Cameroun      | 2v-4d |
| 9        | Madagascar    | 2v-4d |
| 10       | Côte d'Ivoire | 1v-5d |
| 11       | Togo          | 1v-5d |
| 12       | Nigeria       | 0v-6d |